# Stazione di Laveno-Mombello

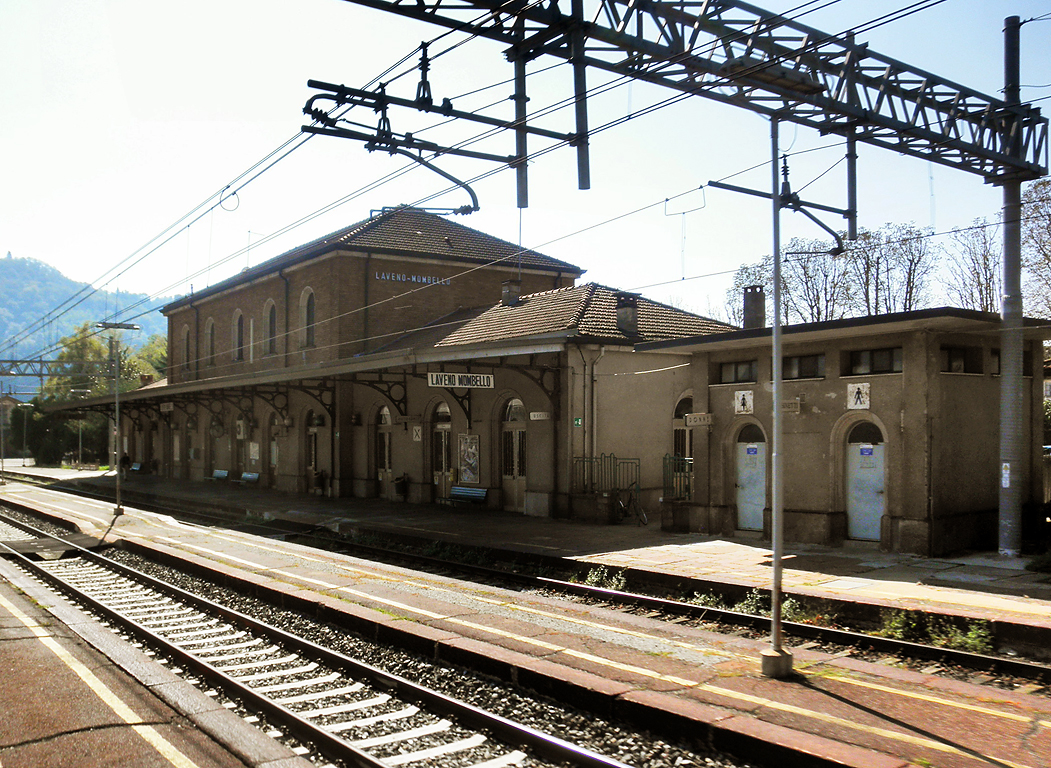
Il piazzale binari

La stazione di Laveno-Mombello è una delle due stazioni ferroviarie a servizio dell'omonimo comune.
È situata alla diramazione delle linee Luino-Milano e Novara-Pino.

## Storia
La stazione fu attivata nel 1882, contemporaneamente all'apertura della linea Novara-Pino, realizzata per collegare la linea del Gottardo con la pianura padana e il porto di Genova.
Dal 1884 è percorsa anche dalla linea Luino-Milano attivata in quell' anno.

## Strutture e impianti
Il fabbricato viaggiatori in classico stile ferroviario rivestito in mosaico nella parte inferiore, ed in mattoni in quella superiore, ospita il bar della stazione, oltre all' impiantistica necessaria al funzionamento dell'Apparato Centrale Computerizzato (ACC) per la gestione del piazzale binari.
Il piazzale della stazione è dotato di quattro binari, con una banchina al primo binario e una tra il secondo e il terzo, entrambe dotate di ascensore.
È presente un raccordo ferroviario che collega la stazione a quella di Laveno Mombello Lago, sulla linea Saronno-Laveno, appartenente alla rete Ferrovienord.
L'11 luglio 2016 è stato attivato un nuovo Apparato Centrale Computerizzato (ACC) per la gestione del piazzale binari, operazione facente parte di un più ampio programma di potenziamento infrastrutturale relativo ai corridoi merci che riguarda anche la linea Novara-Pino.

## Movimento
La stazione è servita da treni della linea S30 della rete celere del Canton Ticino, eserciti da TiLo a frequenza bioraria, intercalati da treni regionali svolti da Trenord Gallarate-Laveno e Laveno-Luino nell'ambito del contratto di servizio stipulato con la Regione Lombardia, anch'essi a frequenza bioraria, per una frequenza complessiva di un treno ogni ora per direzione.
Dal 13 dicembre 2013 la tratta Luino-Novara è sospesa al servizio viaggiatori.
In seguito a quella data, è stato istituito dalla società lombarda Trenord, limitatamente alla tratta Sesto Calende-Laveno, un servizio di autobus sostitutivi, attivo solo nei giorni lavorativi.

## Servizi
È gestita da Rete Ferroviaria Italiana che ai fini commerciali classifica l'impianto in categoria Bronze, dispone di:
- Sala d'attesa
- Bar

- Servizi igienici
- Ascensore
- Sottopassaggio